# Toontalk
O ToonTalk é simultaneamente uma linguagem de programação e um ambiente de programação. O objectivo principal do ToonTalk é ser um sistema de programação de computadores ao alcance de crianças, incluindo crianças muito novas. O texto inicial, "toon", é uma abreviatura de "cartoon", ou desenho animado. Por o sistema se basear no controlo de personagens animadas, incluindo robôs que podem ser programados ("ensinados") demonstrando-lhes um exemplo de actuação que depois é generalizado. 